# Czernik (góra)
Czernik czes. (Černý vrch) – wzniesienie o wysokości 832 m n.p.m. w południowo-zachodniej Polsce, w Sudetach Wschodnichch, w Górach Złotych, na granicy z Czechami.

## Położenie i opis
Wzniesienie położone jest na obszarze Śnieżnickiego Parku Krajobrazowego w południowo-wschodniej części Gór Złotych, około 2,4 km na północny wschód od centrum miejscowości Stary Gierałtów, po południowo-wschodniej stronie od Przełęczy Karpowskiej.
Kopulaste wzniesienie o regularnej rzeźbie i ukształtowaniu oraz stromych zboczach z wyrazistym szczytem. Wznosi się w środkowej części głównego grzbietu ciągnącego się w kierunku południowym, pomiędzy Przełęczą Karpowską a Przełęczą Gierałtowską. Wzniesienie wyraźnie wydzielają od zachodu i wschodu wykształcone górskie doliny. Wzniesienie stanowi zwornik dla bocznych grzbietów odchodzących od wzniesienia. Wzniesienie budują gnejsy gierałtowskie należące do jednostki geologicznej metamorfiku Lądka i Śnieżnika. Zbocza wzniesienia w dolnej części pokrywa niewielka warstwa młodszych osadów z okresu zlodowaceń plejstoceńskich. Cała powierzchnia wzniesienia porośnięta jest lasem świerkowym regla dolnego z niewielką domieszką drzew liściastych. Zboczami wzniesienia trawersuje sieć leśnych dróg i ścieżek. U północnego podnóża wzniesienia, położona jest Przełęcz Karpowska. Położenie wzniesienia nad przełęczą, kształt oraz wyraźny szczyt czynią wzniesienie rozpoznawalnym w terenie.

## Ciekawostki
- Przez wzniesienie przebiegała w przeszłości granica między Hrabstwem Kłodzkim a księstwem nyskim[1].
- Przez wzniesienie przechodzi granica polsko-czeska oraz dział wodny oddzielający zlewisko Morza Bałtyckiego od Morza Czarnego[1].
- Po II wojnie światowej przez wzniesienie, wzdłuż granicy państwowej prowadził szeroki zaorany pas graniczny[2][3].

## Inne
- U południowo-zachodniego podnóża wzniesienia, położona jest miejscowość Stary Gierałtów[1].
- Ze wzniesienia roztacza się panorama na Masyw Śnieżnika Dolinę Górnej Lądeckiej i okoliczne wzniesienia.

## Turystyka
Przez szczyt wzniesienia przechodzi pieszy szlak turystyczny:
- – zielony, prowadzący z wzdłuż granicy, z Niemojowa do Złotego Stoku.